# Napal Putih (Napal Putih)
Napal Putih is een bestuurslaag in het regentschap Bengkulu Utara van de provincie Bengkulu, Indonesië. Napal Putih telt 958 inwoners (volkstelling 2010).